# La Estancia, Tabasco
La Estancia är en ort i Mexiko.   Den ligger i kommunen Tenosique och delstaten Tabasco, i den sydöstra delen av landet, 900 km öster om huvudstaden Mexico City. La Estancia ligger 155 meter över havet och antalet invånare är 218.
Terrängen runt La Estancia är lite kuperad. Runt La Estancia är det glesbefolkat, med 11 invånare per kvadratkilometer. Närmaste större samhälle är San Francisco, 8,8 km öster om La Estancia. Omgivningarna runt La Estancia är en mosaik av jordbruksmark och naturlig växtlighet.